# Exu (Pernambuco)
Exu es un municipio brasileño situado en el estado de Pernambuco. Tiene una población estimada, a fines de 2022, de 31 803 habitantes.
Administrativamente, el municipio está compuesto por el distrito sede y otros 4 distritos: Tabocas, Timorante, Viração y Zé Gomes.
Uno de sus hijos más importantes fue el músico Luiz Gonzaga, conocido como El Rey del Baião.

## Historia
En los primeros años del siglo XVIII se inició el poblamiento de Exu, resultado de los contactos de la tribu indígena ançu con la Fazenda da Torre, a orillas del río São Francisco, habitada por terratenientes bahianos. Los indios, ya amigos de los vaqueros de aquellas fincas, los llevaron a sus tabas, y a su regreso los vaqueros informaron a los patrones que las tierras donde habitaban los indios estaban llenas de excelentes fuentes de agua y tierra de muy buena calidad para el cultivo y la cría de ganado.
Una vez que se conoció la región, los agricultores se trasladaron allí. Poco después llegaron algunos jesuitas, que se quedaron allí unos años y se marcharon, dejando solo vestigios de su estancia, ya que construyeron una pequeña capilla al Senhor Bom Jesus dos Aflitos, que se convirtió en el santo patrón de la localidad.
En 1734 fue creada la parroquia Bom Jesus dos Aflitos de Exu. El municipio fue instalado el 7 de junio de 1885, pasando a autónomo el 9 de julio de 1893, por la ley n° 52 del 3 de agosto de 1892. El municipio fue disuelto en 1895 y restaurado en 1907, con la denominación de Novo Exu. Por el decreto-ley estadual n° 235 de 9 de diciembre de 1938, el municipio de Novo Exu pasó a denominarse Exu.

### Orígenes del nombre
Según el IBGE, hay dos versiones probables para el nombre del municipio. La primera es que sea una corrupción de ançu, el nombre de la tribu indígena que habitaba el lugar. La otra es que el nombre haya venido de la abeja inxu, muy común en la región en esa época.